# Czernie
Czernie – wieś sołecka w Polsce położona w województwie mazowieckim, w powiecie ostrołęckim, w gminie Goworowo.
Wierni Kościoła rzymskokatolickiego należą do parafii Narodzenia Najświętszej Maryi Panny w Wąsewie.

## Historia
Wieś szlachecka położona była w drugiej połowie XVI wieku w powiecie ostrowskim ziemi nurskiej. W 1578 r. dziedzicem Czerni był Górski, sędzia nurski.
W latach 1921–1939 wieś leżała w województwie białostockim, w powiecie ostrołęckim, w gminie Goworowo.
Według Powszechnego Spisu Ludności z 1921 roku wieś zamieszkiwało 132 osoby, 131 było wyznania rzymskokatolickiego a 1 prawosławnego. Jednocześnie 131 mieszkańców zadeklarowało polską przynależność narodową a 1 rosyjską. Były tu 22 budynki mieszkalne. Miejscowość należała do parafii rzymskokatolickiej w Goworowie. Podlegała pod Sąd Grodzki w Ostrołęce i Okręgowy w Łomży; właściwy urząd pocztowy mieścił się w Goworowie.
W okresie międzywojennym majątki ziemskie mieli tu Rościszewscy, ogółem dwa folwarki zajmowały 633 mórg.
W wyniku agresji niemieckiej we wrześniu 1939 wieś znalazła się pod okupacją niemiecką. Od 1939 do wyzwolenia w 1945 włączona w skład dystryktu warszawskiego.
W latach 1975–1998 miejscowość administracyjnie należała do województwa ostrołęckiego.